# 黑肩负鼠属
黑肩負鼠屬（学名：Caluromysiops），哺乳綱的一屬，屬於綿毛負鼠亞科，而與黑肩負鼠屬（黑肩負鼠）同科的動物尚有雅負鼠屬（雅負鼠）、綿毛負鼠屬（豐毛負鼠）、等之數種哺乳動物。

## 下属物种
本属包括以下物种：
- 黑肩負鼠 Caluromysiops irrupta Sanborn, 1951